# Erquy
Erquy (tiếng Breton: Erge-ar-Mor, Gallo: Erqi) là một xã của tỉnh Côtes-d’Armor, thuộc vùng Bretagne, tây bắc Pháp.

## Dân số
Người dân ở Erquy được gọi là Réginéens hoặc Erquiais.